# Johann Hanau
Johann Hanau († 1528 in Frankfurt (Oder)) war ein deutscher Buchdrucker des frühen 16. Jahrhunderts.
Hanaus Wirken in Frankfurt (Oder), wo zuvor die Brandenburgische Universität Frankfurt gegründet wurde, ist ab 1509 belegt. Anfangs verlegte er vorrangig die deutschen Humanisten, wie Rhegius, Aesticampianus und auch Hutten. Später bestimmten theologische, häufig antilutherische Werke wie die von Wimpina sein Profil. 1511 erschien bei Hanau der Sumarius, eine antijudaistische Schrift.